# Nyanga (peuple)
Les Manianga sont une population bantoue d'Afrique centrale établie au sud-ouest de la république démocratique du Congo, dans la région du Bas-Congo plus particulièrement au village de Luozi. Ce sont des Ba-Kongo.

## Ethnonymie
Selon les sources et le contexte, on observe plusieurs autres formes : Munianga, Munyanga,  Banianga, Banyanga, Manianga, Manyanga, Kinyanga, kinianga, kimanianga, kimanyanga, Nianga, Nyanga, Bamanianga, Bamanyanga .

## Langues
Leur langue est le kimanianga (ou kimanyanga), un  dialecte du kikongo.